# Mosquée Sabancı
La mosquée centrale Sabancı (Sabancı Merkez Camii) se situe dans le quartier Reşatbey de la ville d'Adana, en Turquie. Elle est dans le principal parc où la  rivière Seyhan traverse la ville.
Les travaux ont commencé le 13 décembre 1988 et la mosquée a été ouverte au public en 1998, le principal architecte est Necip Dinç. Le diamètre de la coupole est de 32 m et sa capacité totale est d'environ 20 000 personnes (et une capacité d'environ 8 000 personnes dans la cour de la mosquée) sur une surface de 6 600 m2. Elle est une des plus grandes mosquées du Moyen-Orient.  
L’édifice ressemble de l’extérieur à la Mosquée bleue et à l’intérieur à la Mosquée Selimiye. La mosquée  dispose de quatre demi-dômes, cinq dômes à six minarets de 99 m.
Le financement de la mosquée s'est fait par les dons du peuple (50 %) et le reste par Hacı Sabancı (et après son décès par sa famille), c'est pour cette raison que la mosquée qui devait s'appeler mosquée centrale d'Adana est devenue avec ce décès la mosquée centrale Sabancı

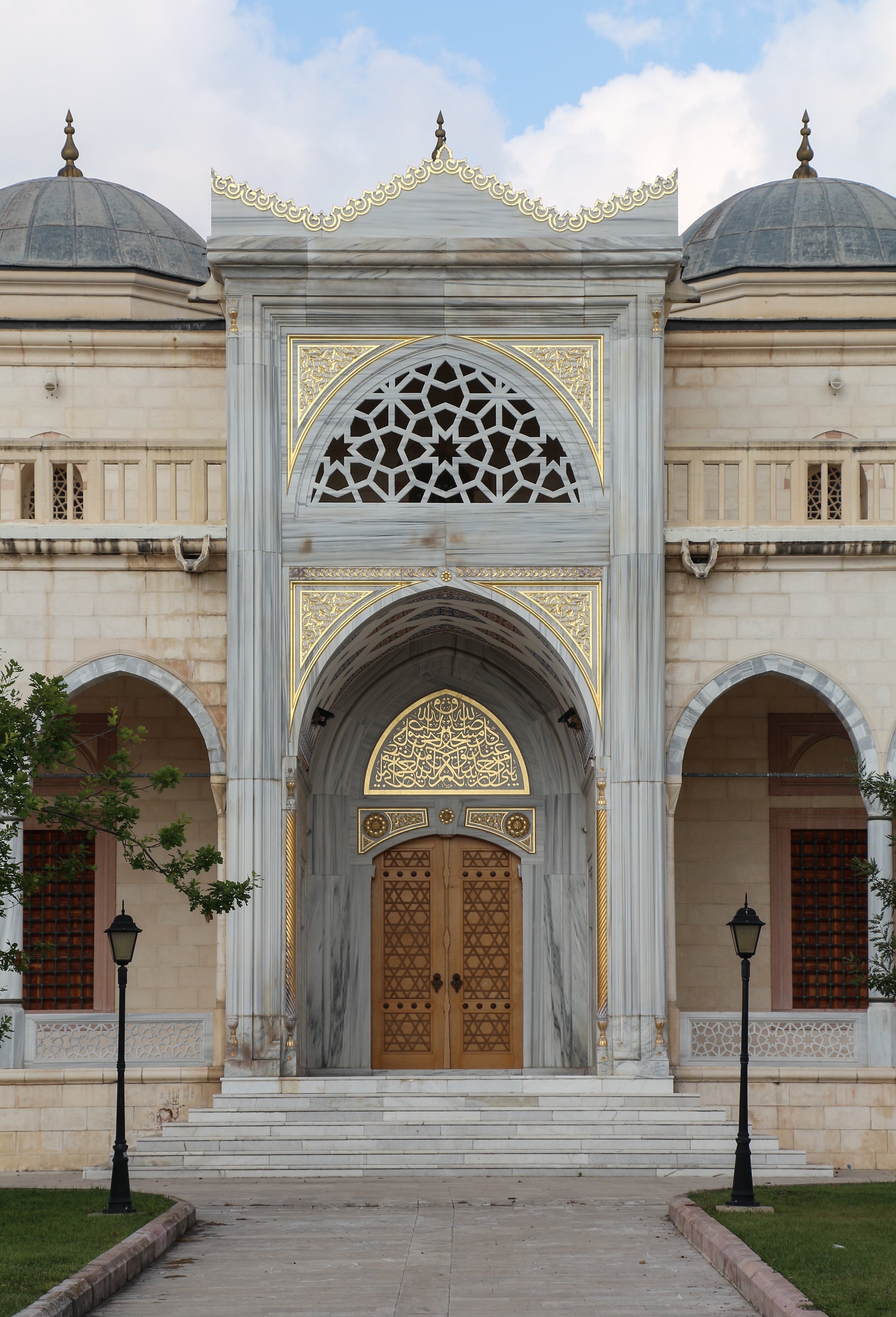
Une des entrées de la mosquée.
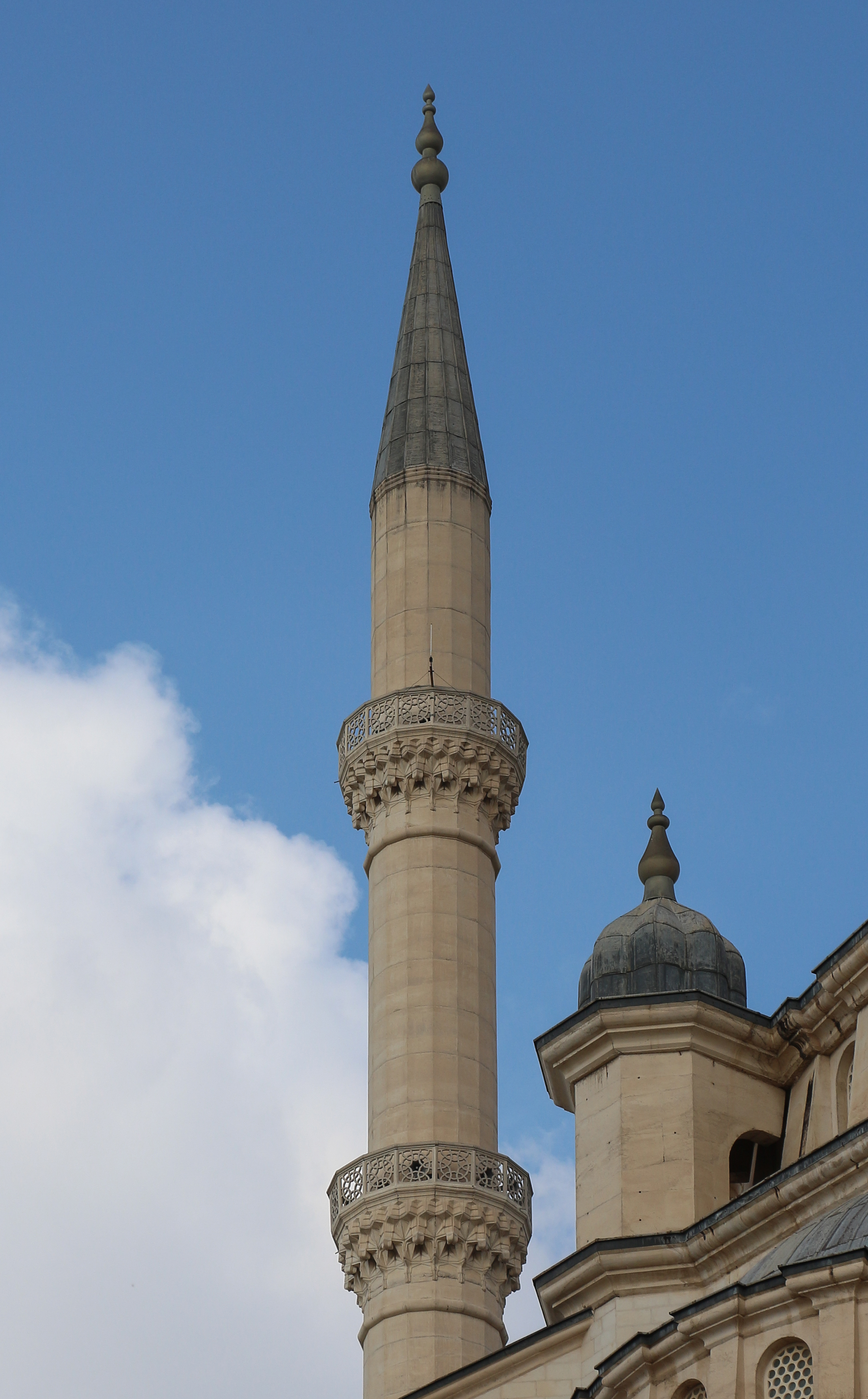
Un des minarets.
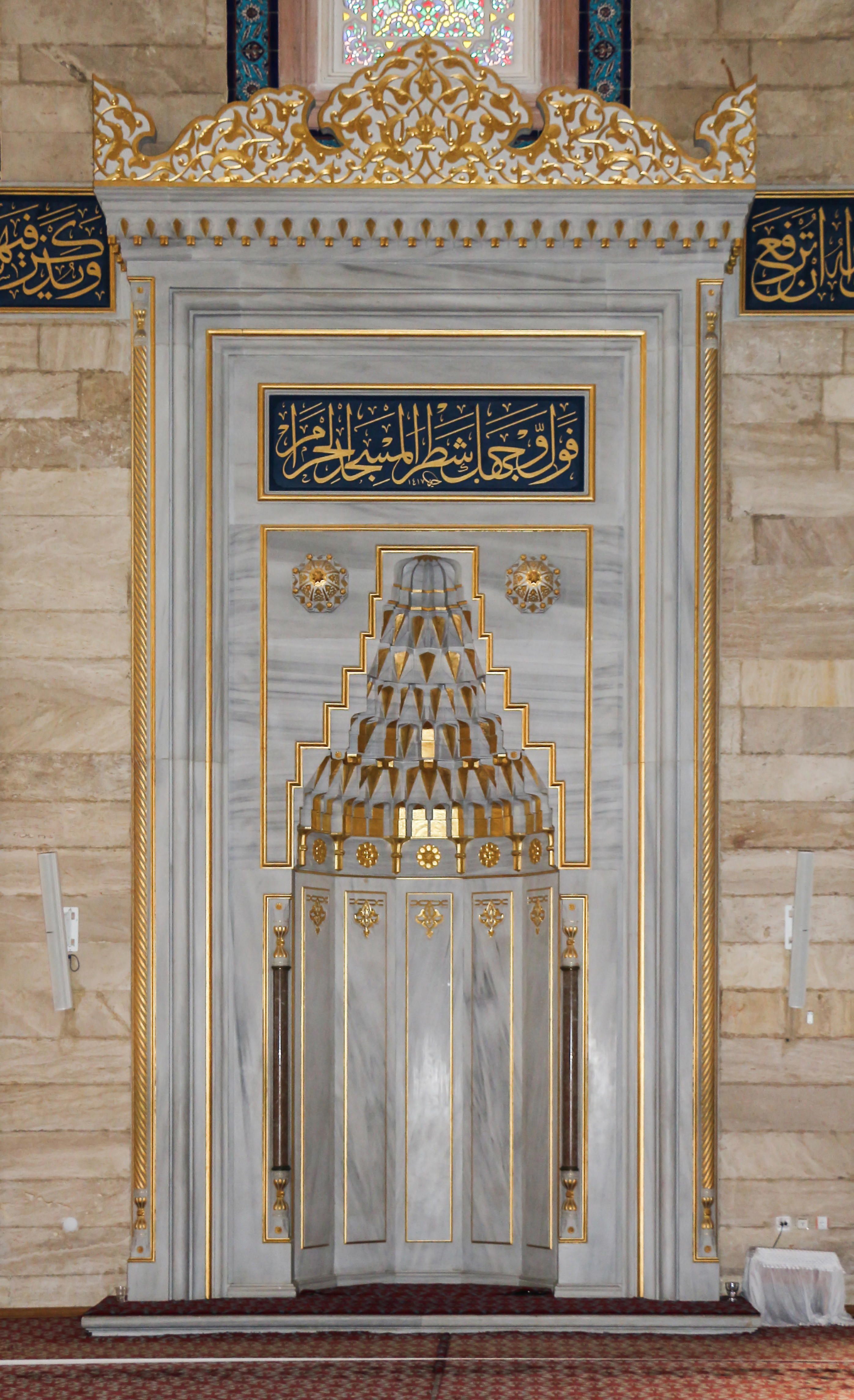
Le mihrab.

## Symbolique
- La hauteur de 99 mètres des minarets représente les 99 noms d'Allah,
- Le diamètre du dôme de 32 mètres correspond aux 32 hypothèses de l'Islam
- 54 mètres de haut du sol au plafond, ce sont 54 hypothèses de l'Islam
- Ses 6 minarets sont 6 piliers de la foi,
- Les 16 acclamations sur les minarets sont adressées aux 16 États turcs de l'histoire,
- 28 petits dômes sont 28 prophètes mentionnés dans le Coran,
- La surface habitable de 6666 mètres carrés correspond aux 6666 versets du Coran,
- Les 5 demi-dômes du dôme principal sont conformes aux 5 piliers de l'Islam.
- Les 8 portes d’entrée principales pointent vers les 8 portes du ciel.